# Mass Effect 2
Mass Effect 2, der zweite Teil der Mass-Effect-Computerspielreihe, erschien in Deutschland am 28. Januar 2010 gleichzeitig für PC und Xbox 360. Die Version für die PlayStation 3 erschien in Deutschland am 20. Januar 2011. Im Gegensatz zur Xbox-360- und PC-Fassung sind die Downloaderweiterungen Overlord, Kasumi – Gestohlene Erinnerungen und Shadow Broker bereits enthalten.
Die Spielreihe wurde von Anfang an als Trilogie konzipiert. Daher ist es möglich, den eigenen Charakter aus dem ersten Teil in Mass Effect 2 zu importieren und mit den im Vorgänger getroffenen Entscheidungen weiterzuspielen. Dies wirkt sich direkt auf viele Gespräche und Aktionen aus, jedoch nicht auf den Verlauf der Haupthandlung. Alternativ kann ein neuer Charakter erstellt werden, dessen Vorgeschichte jedoch weitestgehend vordefiniert ist, lediglich einige Schlüsselaspekte der Handlung können nach Download eines DLC (Mass Effect Genesis) bestimmt werden. Im Gegensatz zum ersten Teil kann Shepard je nach getroffenen Entscheidungen im Verlauf der Handlung auch sterben.

## Handlung
Nach der Zerstörung des Reapers Sovereign und dem Tod des abtrünnigen Spectre Saren am Ende des ersten Mass Effect ist der Citadel-Rat der Ansicht, dass die Bedrohung gebannt ist. Shepard wird zwar als Retter der Citadel gefeiert, doch schenkt man seinen Warnungen vor den Reapern keinen Glauben. Die Reaper sind technologisch extrem fortgeschrittene Maschinen, die alle 50.000 Jahre in das bekannte Universum eindringen und dort die technologisch hochentwickelten Völker auslöschen.
Um die Bedrohung, die offiziell nur von Saren und den Geth ausging, endgültig zu vernichten, wird die „SSV Normandy SR1“ unter Shepards Kommando losgeschickt, um die letzten Reste des Geth-Widerstands aufzuspüren. Auf einem dieser Einsätze wird das Raumschiff trotz aktiviertem Tarnmodus von einem unbekannten Schiff angegriffen und zerstört. Commander Shepard, der den Großteil seiner Crew zur Flucht in den Rettungskapseln verhelfen kann, wird jedoch bei einer Explosion aus der stark beschädigten Normandy geschleudert und gilt seitdem als verschollen und im Einsatz gefallen. Die ehemalige Crew der Normandy löst sich kurz danach auf.
Zwei Jahre später erwacht Shepard auf einer medizinischen Station des privat finanzierten Cerberus-Syndikats und erfährt, dass er im Rahmen des „Lazarus-Projekts“ mithilfe von Implantaten wieder zum Leben erweckt wurde. Cerberus und deren Anführer, der Unbekannte, sehen in Shepard und dessen Ruf als Held die einzige Chance, die menschliche Rasse vor den Reapern zu retten. Cerberus, das der offiziellen Allianz-Regierung Versagen und Untätigkeit vorwirft und deshalb auf eigene Faust handelt, stellt Shepard dazu ein neues Schiff, die „Normandy SR2“, zur Verfügung.
Shepard soll der Bedrohung durch die Kollektoren entgegentreten, einer bislang kaum bekannten Rasse von Außerirdischen, die seit Shepards scheinbarem Tod komplette menschliche Kolonien entführen und allem Anschein nach mit den Reapern zusammenarbeiten. Dazu muss Shepard ein neues Team aus den besten Kämpfern des Universums zusammenstellen. Ihm an die Seite gestellt werden die Cerberus-Mitarbeiter Miranda Lawson und Jacob Taylor, im Laufe der Handlung können insgesamt bis zu 12 Mitstreiter (zwei davon nur durch einen DLC) rekrutiert werden. Darunter sind sowohl alte Besatzungsmitglieder der Normandy SR1, wie etwa Garrus Vakarian oder Tali'Zorah, als auch neue Charaktere wie etwa der Kroganer Grunt oder die Asari Samara. Shepard muss zudem die Loyalität der einzelnen Teammitglieder gewinnen, in dem er in speziellen Missionen ihr Vertrauen gewinnt.
Nach und nach findet Shepard heraus, dass die Kollektoren in Wirklichkeit überlebende Protheaner sind, die von den Reapern gentechnischen Veränderungen unterzogen und versklavt wurden. Auch die Heimatwelt der Kollektoren kann schließlich ermittelt werden. Sie befindet sich im Zentrum der Galaxie, das nur durch das gefürchtete Omega-4-Portal erreichbar ist. Mittels Reaper-Technologie und Schiffsupgrades wird die Normandy für eine Reise durch das Portal vorbereitet.
Als sich Shepard und sein Expertenteam auf einer Außenmission befinden, wird währenddessen die Normandy von den Kollektoren angegriffen, gekapert und das gesamte restliche Bordpersonal, mit Ausnahme des Piloten Joker, entführt. Mit den verbliebenen Mitstreitern an seiner Seite tritt Shepard schließlich die Reise durch das Omega-4-Portal an.
Durch die enorme Strahlung in dieser Region, zu ungenaue Portalsprünge und Patrouillen der Kollektoren wurden bisher alle Schiffe zerstört, die durch das Portal gesprungen waren. Dank Reaper-Technologie gelingt es der Normandy, einen ausreichend genauen Sprung zu vollziehen, den extremen Verhältnissen zu widerstehen und das gigantische Trümmerfeld zu durchfliegen. Es kommt schließlich zu einem Kampf mit dem Kollektoren-Schiff, welches die erste Normandy zerstört hatte und das nun von der neuen Normandy besiegt wird. Shepard und dessen Mitstreiter können daraufhin bis zur Kollektoren-Basis vordringen.
Es gelingt Shepards Team in das Innere der Basis vorzudringen, je nach Spielweise gibt es dort entweder keine Verluste, es werden einzelne Mitstreiter getötet oder Shepards gesamtes restliches Team kommt ums Leben. Auch auf die entführte Besatzung der Normandy stößt Shepards Trupp, ob deren Rettung gelingt ist ebenfalls abhängig von der Spielweise. Schließlich wird in der Basis auch deutlich, wozu so viele Menschen entführt wurden: Die Reaper benutzen die Kollektoren, um aus dem organischen Material der Menschen einen Menschen-Reaper herzustellen. Es gelingt jedoch, diesen im noch unfertigen Status zu zerstören. Der Spieler kann sich daraufhin entscheiden, die Kollektoren-Basis entweder zu sprengen oder an Cerberus zu übergeben.
Unter bestimmten Umständen ist es möglich, dass Shepard die anschließende Flucht aus der Kollektoren-Basis nicht überlebt. In diesem Falle erstattet Joker, der Pilot der Normandy, der Galaxie Bericht über die Ereignisse. Ansonsten stellt Shepard nach der Rückkehr durch das Omega-4-Portal die Zusammenarbeit mit Cerberus ein.
Mit der Zerstörung der Kollektoren-Basis ist die unmittelbare Gefahr gebannt, doch die Reaper sammeln sich in ihrem entfernten Teil des Weltalls bereits zum Angriff.

## Charaktere
Wie auch im ersten Teil ist es möglich, ein Squad aus Commander Shepard und zwei weiteren Begleitern zu erstellen. Bioware konnte für die englische Version erneut viele bekannte Schauspieler als Sprecher verpflichten, teilweise sind auch in der deutschen Version die jeweiligen Synchronsprecher zu hören. Da für Mass Effect 2 ein anderes Tonstudio beauftragt wurde, wurden in der deutschen Version im Vergleich zum Vorgänger einige Rollen neu besetzt.
| Name                                | Geschlecht | Rasse                  | Klasse                     | Sprecher (englisch) | Sprecher (deutsch)       | Rolle                             |
| ----------------------------------- | ---------- | ---------------------- | -------------------------- | ------------------- | ------------------------ | --------------------------------- |
| Commander Shepard                   | männlich   | Mensch                 | wählbar                    | Mark Meer           | Erik Schäffler           | Spielercharakter                  |
| Commander Shepard                   | weiblich   | Mensch                 | wählbar                    | Jennifer Hale       | Nicole Boguth            | Spielercharakter                  |
| Miranda Lawson                      | weiblich   | Mensch                 | Cerberus-Offizier          | Yvonne Strahovski   | Jennifer Böttcher        | Begleiter                         |
| Jacob Taylor                        | männlich   | Mensch                 | Cerberus-Techniker         | Adam Lazarre-White  | Holger Löwenberg         | Begleiter                         |
| Morinth                             | [ Anm. 3 ] | Asari                  | Ardat-Yakshi               | Natalia Cigliuti    |                          | Begleiter                         |
| Samara                              | [ Anm. 3 ] | Asari                  | Asari-Justikarin           | Maggie Baird        | Uta Delbridge            | Begleiter                         |
| Grunt                               | männlich   | Kroganer               | Kroganischer Kampfmeister  | Steve Blum          | Ole Jacobsen             | Begleiter                         |
| Tali'Zorah nar Rayya (vas Normandy) | weiblich   | Quarianer              | Quarianische Maschinistin  | Liz Sroka           | Mia Diekow               | Begleiter                         |
| Garrus Vakarian (Archangel)         | männlich   | Turianer               | Turianischer Infiltrator   | Brandon Keener      | Ronald Spiess            | Begleiter                         |
| Mordin Solus                        | männlich   | Salarianer             | Salarianer-Wissenschaftler | Michael Beattie     | Jürgen Holdorf           | Begleiter                         |
| Thane Krios                         | männlich   | Drell                  | Drell-Attentäter           | Keythe Farley       | Konstantin Graudus       | Begleiter                         |
| Jack (Subject Zero)                 | weiblich   | Mensch                 | Biotik-Experiment          | Courtenay Taylor    | Kathrin Spielvogel       | Begleiter                         |
| Legion                              | –          | Geth                   | Geth-Infiltrator           | D.C. Douglas        | Stephan Schwartz         | Begleiter                         |
| Zaeed Massani                       | männlich   | Mensch                 | Kopfgeldjäger              | Robin Sachs         | Holger Mahlich           | Begleiter                         |
| Kasumi Goto                         | weiblich   | Mensch                 | Meisterdiebin              | Kym Lane            | Djuwita Müller           | Begleiter                         |
| Liara T'Soni                        | [ Anm. 3 ] | Asari                  | Asari-Wissenschaftlerin    | Ali Hillis          | Tanja Dohse              | ehemaliger / temporärer Begleiter |
| Urdnot Wrex                         | männlich   | Kroganer               | Kroganischer Kampfmeister  | Steve Barr          | Thomas Karallus          | ehemaliger Begleiter              |
| Kaidan Alenko                       | männlich   | Mensch                 | Wächter                    | Raphael Sbarge      | Christian Rudolf         | ehemaliger Begleiter              |
| Ashley Madeline Williams            | weiblich   | Mensch                 | Soldat                     | Kimberly Brooks     |                          | ehemaliger Begleiter              |
| EDI                                 | –          | Künstliche Intelligenz | –                          | Tricia Helfer       | Christine Pappert        | Normandy-Crew (Schiffs-KI)        |
| Jeff „Joker“ Moreau                 | männlich   | Mensch                 | –                          | Seth Green          | Hubertus von Lerchenfeld | Normandy-Crew (Pilot)             |
| Kelly Chambers                      | weiblich   | Mensch                 | –                          | Cara Pifko          | Marie Biermann           | Normandy-Crew (Yeoman)            |
| Dr. Chakwas                         | weiblich   | Mensch                 | –                          | Carolyn Seymour     | Angela Stresemann        | Normandy-Crew (Bordarzt)          |
| Der Unbekannte (Illusive Man)       | männlich   | Mensch                 | –                          | Martin Sheen        | Bernd Stephan            | Cerberus-Anführer                 |
| David Anderson                      | männlich   | Mensch                 | –                          | Keith David         | Bernd Stephan            | Allianz-Regierungsbeamter         |
| Donnel Udina                        | männlich   | Mensch                 | –                          | Bill Ratner         | Henry König              | Allianz-Regierungsbeamter         |
| Aria T'Loak                         | [ Anm. 3 ] | Asari                  | –                          | Carrie-Anne Moss    | Marion Elskis            | Syndikats-Anführerin              |

1. 1 2  Vom Spieler wählbar
2. 1 2  Entscheidung des Spielers für eine von beiden.
3. 1 2 3 4  Asari haben weibliche Körper, sind aber sowohl männlich als auch weiblich
4. ↑  Als kostenloser Download im Cerberus Network erhältlich
5. ↑  Als kostenpflichtiger Download erhältlich, jedoch in der PS3-Fassung enthalten
6. ↑  Im DLC Shadow Broker
7. 1 2 3  Falls Charakter Teil 1 überlebt hat

## Downloaderweiterungen
Neben kleineren Ausrüstungs-Paketen wurden mehrere größere Erweiterungen veröffentlicht.
- Absturzstelle der Normandy: In dieser kurzen Mission kann Shepard die Absturzstelle der ersten Normandy erkunden und die Dienstmarken von verstorbenen Besatzungsmitgliedern finden. (kostenlos[* 1])
- Zaeed – Der Preis der Rache: Shepard muss den Söldner Zaeed Massani als neuen Begleiter rekrutieren. In einer eigenen Mission, bei der Zaeed den Anführer der Söldnergruppe Blue Suns tötet, muss Shepard die Loyalität des Söldners gewinnen.(kostenlos[* 1])
- Feuergänger Pack: Shepard erhält Zugriff auf den Hammerhead (ein gepanzertes Fahrzeug) und fünf neue Missionen, an deren Ende er ein Protheaner-Artefakt findet. (kostenlos[* 1])
- Kasumi – Gestohlene Erinnerungen: Shepard kann die Meisterdiebin Kasumi Goto als Begleiterin rekrutieren und muss anschließend ihre Loyalität in einer eigenen Mission gewinnen, bei der sie die Graybox ihres ermordeten Geliebten Keiji aus den Händen eines Waffenhändlers und Schmugglers stiehlt. (separat seit April 2010 erhältlich)
- Overlord: Shepard muss in fünf Missionen einen Vorfall untersuchen, bei dem eine virtuelle Intelligenz außer Kontrolle geraten ist (separat seit Juni 2010 erhältlich).
- Shadow Broker: Shepard muss Liara T'Soni aus dem ersten Mass Effect helfen und besiegt mit ihr schließlich den Shadow Broker. Dabei steht Liara T'Soni als vorübergehende Begleiterin zur Verfügung, zudem ist ein Anknüpfen an eine eventuelle Romanze mit ihr aus dem Vorgänger möglich. (separat seit September 2010 erhältlich)[5]
- Mass Effect Genesis: In Mass Effect Genesis wird die Handlung des ersten Teils in Comicform nacherzählt, wobei die sechs wichtigsten Entscheidungsmöglichkeiten erneut getroffen werden. Diese Erweiterung richtet sich insbesondere an Spieler, die das erste Mass Effect nicht gespielt haben oder keinen Charakter importieren möchten (separat seit Januar 2011 für PS3 und seit Mai 2011 für PC und Xbox 360 erhältlich).
- Die Ankunft: Bei dieser Erweiterung handelt es sich um die abschließende Mission von Mass Effect 2, die zum dritten Serienteil überleitet. Shepard muss die Wissenschaftlerin Dr. Amanda Kenson aus den Fängen der Batarianer befreien. Nach deren Rettung wird deutlich, dass die Ankunft der Reaper unmittelbar bevorsteht. Die einzige Möglichkeit, dies zu verhindern besteht darin, das Massenportal des Bahak-Systems zu zerstören. Dies würde jedoch eine Art Supernova auslösen und alle batarianischen Kolonisten in dem System töten (separat seit März 2011 erhältlich)[6]

1. 1 2 3   nach Anmeldung beim Cerberus Network

## Cerberus Network
Das Cerberus Network ist ein in Mass Effect 2 integrierter Dienst, über den kostenlose und kostenpflichtige Spielerweiterungen (DLCs) heruntergeladen sowie fiktive Nachrichten aus dem Mass-Effect-Universum gelesen werden können. Ab dem 24. Januar 2011 werden, außer zu besonderen Anlässen, keine neuen Nachrichten mehr veröffentlicht. Der Zugang zum Cerberus Network ist über einen Zugangscode möglich, der Mass Effect 2 beiliegt. Im Falle eines Gebrauchtkaufs muss der Code, sofern bereits aktiviert, separat erworben werden.

## Entwicklung

### Kopierschutz-Kontroverse
Durch massive Kundenproteste, die sich gegen mehrere in diesem Zeitraum erschienene EA-Spiele mit Aktivierungszwang richteten, sah sich der Publisher EA veranlasst, Mass Effect 2 ohne Aktivierungszwang zu veröffentlichen. Als Kopierschutz dient eine einfache DVD-Abfrage.

### Englische Sprachdateien
Im offiziellen Forum von Bioware wurde angekündigt, zum Release von Mass Effect 2 die englischen Sprachdateien für Xbox-360-Benutzer anzubieten, um auch die deutsche Version mit der Original-Tonspur spielen zu können. Am 23. März 2010 wurde bekannt, dass es keine herunterladbaren Sprachdateien geben wird. Weder Bioware noch EA hätten dies je offiziell bestätigt.
Bei der PC-Version hingegen kann durch eine kleine Änderung in einer ini-Datei die Sprache geändert werden.
Die PS3-Version kann ebenfalls in der englischen Sprachausgabe gespielt werden. Allerdings sind sämtliche Untertitel und Texte dann auch in Englisch. Voraussetzung dafür ist, die gesamte Systemsprache unter den Optionen der PS3-Konsole auf Englisch umzustellen.

### Soundtrack
Der Soundtrack wurde erneut von Jack Wall komponiert, in Zusammenarbeit mit Sam Hulick, David Kates, Jimmy Hinson und Brian DiDomenico. Der offizielle Soundtrack umfasst 27 Titel und wurde von E.A.R.S. (EA Recordings) als Download-Album veröffentlicht. Es folgten zwei weitere Downloadalben mit der Bezeichnung Atmospheric und Combat.
Für die vier seit April 2010 veröffentlichten Downloaderweiterungen wurden weitere Musikstücke aufgenommen und bis auf Die Ankunft von Publisher Electronic Arts ebenfalls als MP3-Download veröffentlicht. Sie stammen von den Komponisten Sascha Dikiciyan & Cris Velasco (Kasumi – Gestohlene Erinnerungen,Die Ankunft) und Christopher Lennertz (Overlord).

## Rezeption
Der Fortsetzung wurde eine deutlich actionreichere Orientierung beim Spielprinzip bescheinigt, was in einigen Kundenkreisen Kritik wegen deutlich reduzierter Rollenspielaspekte im Vergleich zum Vorgänger hervorrief.
Nach Angaben des Publishers EA wurden innerhalb einer Woche nach Verkaufsstart zwei Millionen Exemplare des Spiels verkauft.
Bei der Verleihung der Interactive Achievement Awards 2011 der Academy of Interactive Arts & Sciences wurde Mass Effect 2 als Spiel des Jahres, Bestes Rollenspiel des Jahres und für die beste Handlung ausgezeichnet. Nominiert war es zudem in den Kategorien Beste Character Performance und Beste Game Direction. Bei den Game Developers Choice Awards 2011 wurde das Spiel für das beste Drehbuch ausgezeichnet, nominiert war es außerdem in den Kategorien Spiel des Jahres, Gamedesign, Technik und Audio.

### Sachbücher
- Casey Hudson, Derek Watts & Stephen Reichert: The Art of the Mass Effect Universe, Splitter Verlag 2014, ISBN 978-3-868-69759-9; englische Originalausgabe: Dark Horse Comics, Milwaukie 2012, ISBN 978-1-5958-2768-5.

### Belletristik
Die Vermarktung des Spiels wurde von Romanen begleitet des Autors Drew Karpyshyn, die Übergangserzählungen zwischen den einzelnen Teilen beinhalten. Ursprünglich im US-Verlag Del Ray erschienen, übernahm der Panini Verlag die deutsche Übersetzung. Mit Bezug zum zweiten Teil erschienen sind:
- Mass Effect: Der Aufstieg (Originaltitel: Ascension), Stuttgart 2008, ISBN 978-3-8332-1745-6 (zeitlich zwischen Mass Effect und Mass Effect 2 angesiedelt.)
- Mass Effect: Vergeltung (Originaltitel: Retribution), Stuttgart 2010, ISBN 978-3-8332-2128-6 (zeitlich zwischen Mass Effect 2 und 3 angesiedelt.)
- Band 4: Blendwerk (Originaltitel: Deception) 2012, ISBN 978-3-8332-2443-0 (Zeitlich zwischen Mass Effect 2 und 3 angesiedelt.)
  - Mass Effect Sammelband: Bd. 2: Vergeltung / Blendwerk 2019, ISBN 978-3-8332-3767-6